# Europese kampioenschappen kyokushin karate 1978
De Europese kampioenschappen kyokushin karate 1978 waren door de International Karate Organization (IKO) georganiseerde kampioenschappen voor kyokushinkai karateka's. De eerste editie van de Europese kampioenschappen vond plaats in het Britse Londen.

## Resultaten
| Gewichtsklasse | Goud           | Zilver       | Brons                         |
| -------------- | -------------- | ------------ | ----------------------------- |
| Lichtgewicht   | Lucien Carbin  | Lloyd Payne  | Lee Costa Kent Carlson        |
| Zwaargewicht   | Howard Collins | Jeff Whybrow | Francois Cappeler Ceno Marxer |